# Baskerville (carattere)
Il carattere Baskerville fu disegnato da John Baskerville. Egli fu attivo come laccatore e incisore di lapidi anche se le sue vere passioni erano la stampa e la creazione di lettere; ma in vita ebbe scarso successo. Le sue edizioni di Virgilio e del Paradiso perduto erano opere d’arte con vistosi difetti, la carta era troppo lucida e i testi erano costellati di correzioni. I caratteri di questa polizza erano snelli, delicati, equilibrati e raffinati, apparivano moderni. 
Baskerville e il suo punzionista John Handy produssero un unico tipo di carattere in diversi corpi e forme con alcuni attributi che lo rendono inconfondibile e sorprendente: la Q maiuscola, con una coda che si estende ben oltre la larghezza del corpo, uno svolazzo appariscente tipico più della calligrafia che della stampa; la g minuscola, con il suo orecchio arricciato e il suo occhiello inferiore aperto; l'occhiello della e minuscola molto alto. 
Negli USA negli anni ’50 il carattere divenne molto diffuso nella pubblicità soprattutto quando occorreva un carattere che esprimesse autorevolezza e tradizione o che richiamasse qualcosa di informale o di inglese. E quando l'iPad fu lanciato nel 2010, il Baskerville era una delle cinque opzioni iniziali disponibili sul dispositivo di lettura iBooks.

## Storia
Progettata a Birmingham dal famoso calligrafo inglese John Baskerville e realizzata su metallo per la prima volta da John Handy, il font venne disegnata per un progetto che si poneva l’obiettivo di creare libri della massima qualità possibile: in quegli anni il mondo dell’editoria stampava prodotti di qualità infima, così Baskerville decise di offrire al pubblico libri stampati con inchiostro e metodi di stampa migliori, utilizzando macchine da stampa estremamente pregiate ed efficienti che permettevano alla carta, precedentemente pressata, di ottenere finiture lucide e brillanti.
Having been an early admirer of the beauty of Letters, I became insensibly desirous of contributing to the perfection of them.
I formed to myself ideas of greater accuracy than had yet appeared, and had endeavoured to produce a Set of Types according to what I conceived to be their true proportion...It is not my desire to print many books, but such only as are books of Consequence, of intrinsic merit or established Reputation, and which the public may be pleased to see in an elegant dress, and to purchase at such a price as will repay the extraordinary care and expense that must necessarily be bestowed upon them.

Prefazione di Baskerville per Milton
La nitidiezza del lavoro di Baskerville non fu subito apprezzata dai suoi contemporanei, alcuni dei quali ne criticarono la struttura ed accusarono i forti contrasti delle lettere, considerandoli dannosi per la vista. Tuttavia all’estero il progetto di Baskerville piacque molto, ispirando famosi tipografi come Fournier, Bodoni e persino Benjamin Franklin.
Nonostante la font inizialmente non fosse particolarmente apprezzata in Gran Bretagna, Baskerville Typeface esercitò un’influenza fondamentale sul periodo tra la fine del XVIII secolo e l’inizio del XIX, frangente di poche decine di anni che però furono decisive per l’evoluzione delle typefaces inglesi, vedendo una popolarità sempre crescente della leggendaria famiglia Didot.